# Synaptopodyna

Schemat bariery filtracyjnej kłębuszka nerkowego.

Synaptopodyna – białko zaangażowane w budowę i funkcjonowanie wyrostków stopowatych podocytów. Jest kodowana przez gen SYNPO. Jest bogata w prolinę, co umożliwia oddziaływanie z innych białkami z takimi samymi regionami. 

## Funkcja
Jest umiejscowiona w cytoplazmie wyrostków stopowatych i wykazuje linijne rozmieszczenie wzdłuż filamentów aktynowych. Odgrywa ważną rolę w regulacji kształtu i ruchliwości wyrostków stopowatych podocytów. Pojawienie się ekspresji tego białka świadczy o znacznym zaawansowaniu rozwoju cytoszkieletu, dlatego synaptopodyna jest ważnym markerem dojrzałości fenotypowej podocyta.  U myszy wykazujących brak synaptopodyny występuje uszkodzenie aparatu synaptycznego oraz indukowane siarczanem protaminy zlewanie się wyrostków stopowatych podocytów i zespół nerczycowy. 

## Występowanie
Oprócz podocytów kłębuszka nerkowego, ekspresję synaptopodyny stwierdzono również na dendrytach neuronów ośrodkowego układu nerwowego, gdzie jest ono związane ze strukturą synaps. Również tutaj, pojawienie się ekspresji synaptopodyny świadczy o dojrzałości struktur synaptycznych. W obu przypadkach ekspresja tego białka koreluje z formowaniem wypustek komórkowych, które są niezwykle ważne dla funkcjonowania tak neuronów, jak i podocytów.

## Izoformy
Synaptopodyna występuje w trzech izoformach: 
- neuronalna (synpo-short) długości 685 aminokwasów,

- nerkowa (synpo-long) długości 903 aminokwasów,
- skrócona (synpo-T) licząca 181 aminokwasów.

C-końcowy fragment synpo-long jest identyczny z podobnym fragmentem synpo-T. Wszystkie powyższe izoformy oddziaływają z α-aktyniną 4 i powodują wydłużanie filamentów aktynowych.

## Znaczenie kliniczne
Ekspresja synaptopodyny jest wyraźnie zmniejszona w wielu glomerulopatiach. Ekspresja matrycowego kwasu rybonukleinowego (mRNA) dla synaptopodyny, oceniona przy pomocy RT-PCR, znalazła zastosowanie w identyfikacji dzieci z zespołem hemolityczno-mocznicowym (HUS). Podobnie jak w przypadku nefryny i podocyny, podocyty poddane działaniu surowicy pacjentów z zespołem nerczycowym wykazują znacznie mniejszą ekspresję synaptopodyny.